# Rubén Darío (metropolitana di Madrid)
Rubén Darío è una stazione della linea 5 della metropolitana di Madrid. Si trova sotto al Paseo de Eduardo Dato, tra la Glorieta de Rubén Darío e il Paseo de la Castellana.

## Storia
La stazione fu inaugurata il 2 marzo 1970 quando la linea 5 venne ampliata dalla stazione di Callao a quella di Ventas.

## Accessi
Vestibolo Rubén Darío
- Almagro: Glorieta de Rubén Darío 2 (angolo con Paseo de Eduardo Dato e  Calle de Almagro)
- Miguel Ángel: Glorieta de Rubén Darío 3 (angolo con Paseo de Eduardo Dato e Calle de Miguel Ángel)

Vestibolo Castellana aperto dalle 6:00 alle 21:40
- Castellana: Paseo de la Castellana 39 (angolo con Paseo de Eduardo Dato)

## Autobus

### Urbani
| Linea della EMT | Direzione                | Fermata:                      |
| --------------- | ------------------------ | ----------------------------- |
| 40              | Tribunal                 | 316: Miguel Ángel-Rubén Darío |
| 147             | Callao                   | 316: Miguel Ángel-Rubén Darío |
| 40              | Alfonso XIII             | 288: Eduardo Dato-Rubén Darío |
| 147             | Barrio del Pilar         | 288: Eduardo Dato-Rubén Darío |
| 7               | Manoteras                | 494: Almargo-Eduardo Dato     |
| 7               | Alonso Martínez          | 495: Almargo-Eduardo Dato     |
| N-L5            | Casa de Campo            | 495: Almargo-Eduardo Dato     |
| N-L5            | Canillejas               | 494: Almargo-Eduardo Dato     |
| 5               | Puerta del Sol           | 59: P.Castellana-Eduardo Dato |
| 14              | Conde de Casal           | 59: P.Castellana-Eduardo Dato |
| 27              | Embajadores              | 59: P.Castellana-Eduardo Dato |
| 45              | Legazpi                  | 59: P.Castellana-Eduardo Dato |
| 150             | Puerta del Sol           | 59: P.Castellana-Eduardo Dato |
| N1              | Plaza de Cibeles         | 59: P.Castellana-Eduardo Dato |
| N23             | Plaza de Cibeles         | 59: P.Castellana-Eduardo Dato |
| N24             | Plaza de Cibeles         | 59: P.Castellana-Eduardo Dato |
| 5               | Chamartín                | 60: P.Castellana-Eduardo Dato |
| 14              | Pio XII                  | 60: P.Castellana-Eduardo Dato |
| 27              | Plaza Castilla           | 60: P.Castellana-Eduardo Dato |
| 45              | Presidente Garcia Moreno | 60: P.Castellana-Eduardo Dato |
| 150             | Virgen Cortijo           | 60: P.Castellana-Eduardo Dato |
| N1              | Sanchinarro              | 60: P.Castellana-Eduardo Dato |
| N23             | Montecarmelo             | 60: P.Castellana-Eduardo Dato |
| N24             | Las Tablas               | 60: P.Castellana-Eduardo Dato |